# Piazza Santi Gervasio e Protasio

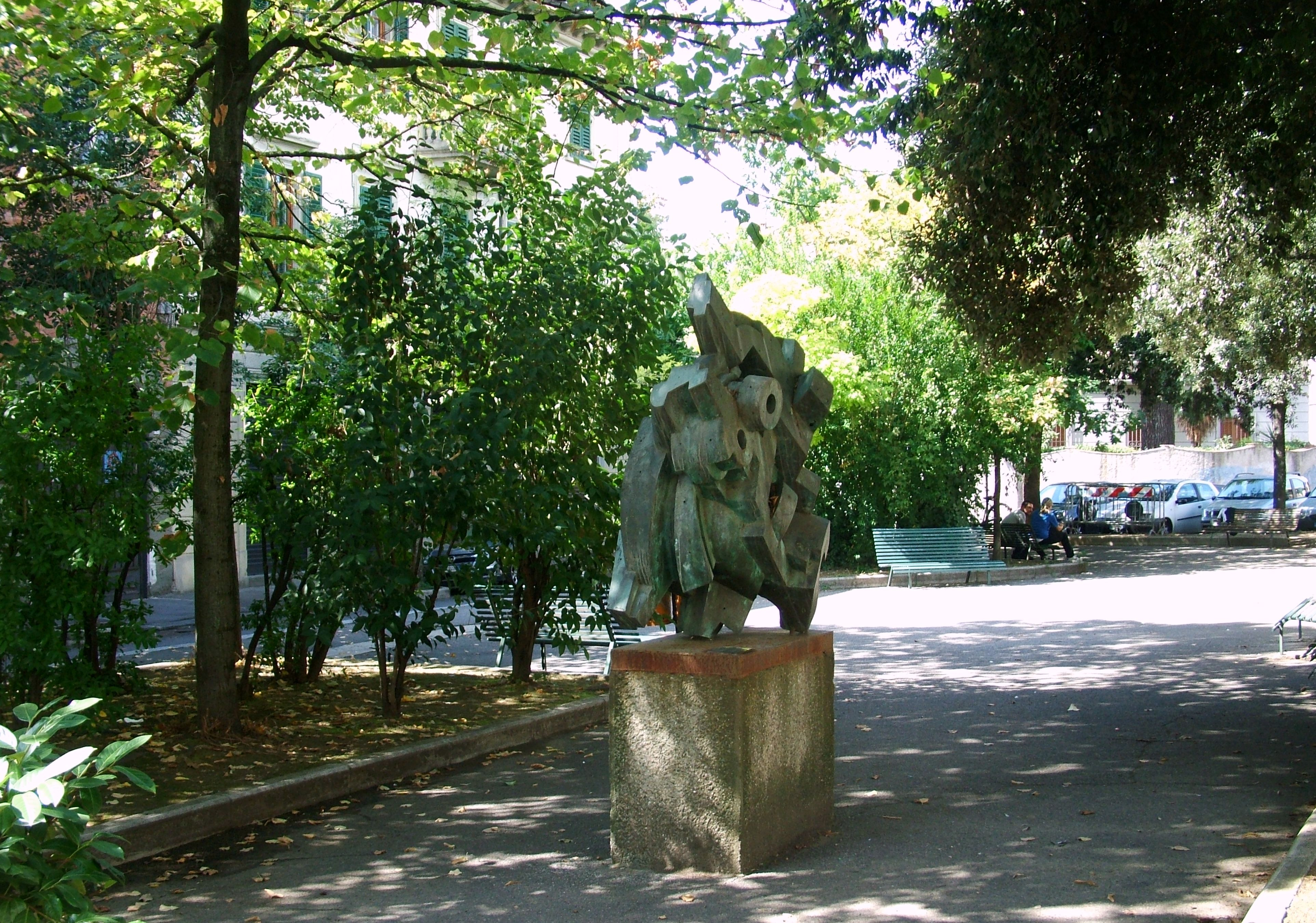
il giardinetto antistante la chiesa

Piazza Santi Gervasio e Protasio è una piazza del quartiere di Campo di Marte a Firenze, posta a poca distanza dallo Stadio Artemio Franchi; è attraversata da diverse linee di trasporto pubblico urbano, che la collegano al centro storico, a Coverciano ed alla zona delle Cure.

## Storia e descrizione
L'attuale piazza è stata realizzata dal Comune nel 1928, espropriando parte dei terreni di proprietà della chiesa e la sacrestia dell'antico oratorio della Confraternita del Ss. Sacramento ivi esistente; sorge in corrispondenza del confine dell'antica polveriera di San Gervasio, esplosa nel 1920 causando gravi danni alle abitazioni, numerosi feriti e morti, fra i quali il Comandante dei Vigili del Fuoco Augusto Baldesi, al quale è intitolata una delle vie che porta alla piazza.
L'edificio più importante della piazza è la chiesa dei Santi Gervasio e Protasio, di antichissima fondazione ma il cui aspetto attuale risale al 1952; dinanzi alla chiesa si apre un sagrato con due olivi e delle panchine-fioriere. Ai lati della facciata, su due alte mensole, sono collocate le sculture in bronzo “Santa Caterina” e “San Francesco” di Delio Granchi, .
Al centro la “Porta della Trinità” con altorilievi in bronzo realizzata per il Giubileo del 2000  dallo scultore Gianni Oliveti, come pure le due porte laterali “Chi/Ro” e “Alfa/Omega”.
Il sagrato ha la sua continuazione in un giardinetto pubblico, realizzato negli anni ‘80, dove è collocata la scultura "Forza della Materia", realizzata nel 1970 dall'artista Umberto Mastroianni.
Un tempo il sagrato era chiuso sul lato destro della chiesa per la presenza di alcuni edifici a questa addossati; con la loro demolizione, avvenuta nell'ambito dei lavori di ingrandimento della chiesa, si è venuto a creare un varco con la via retrostante; su questo lato, in mezzo ad alcuni alti pini, si trova ora un'altra scultura, opera dello scultore Mario Pachioli e raffigurante San Pio da Pietrelcina, realizzata nel 1985 per volere dell'allora parroco Mons. Giancarlo Setti ed inaugurata nel 1986 da Madre Teresa di Calcutta nel suo viaggio a Firenze .